# George Graham (horloger)
Pour les articles homonymes, voir George Graham.
George Graham est un fabricant horloger, inventeur et géophysicien britannique né le 7 juillet 1673 (ou 1675) à Kirklinton (Cumberland) et mort le 20 novembre 1751 à Londres. Il est aussi membre de la Royal Society. 
Il est Quaker comme son mentor Thomas Tompion. Graham quitte le Cumberland en 1688 pour Londres afin de travailler avec Tompion. Il épouse par la suite la nièce de Tompion, Elizabeth Tompion. 

## Biographie
George Graham travaille avec l'influent horloger britannique Thomas Tompion au cours de ses dernières années de vie. On attribue à Graham l'invention de plusieurs améliorations de l'horloge à pendule, notamment en ce qui concerne les pendules à mercure et les horloges astronomiques. Il est nommé maître à la Vénérable Compagnie des Horlogers en 1722.
A la même période, il invente la première montre avec une aiguille des secondes indépendante. En 1723, il met en évidence les fluctuations diurnes du champ magnétique terrestre,.
Entre 1730 et 1738, Graham a pour apprenti Thomas Mudge, lui-même devenu un éminent horloger qui a principalement inventé l'échappement à ancre libre, ce qui constitue une avancée majeure dans le domaine.
Il disposait également de bonnes connaissances en astronomie, ce qui lui a permis d'inventer de nombreux instruments astronomiques et d'en améliorer d'autres. Graham a réalisé pour Edmond Halley le grand quadrant mural de l'Observatoire royal de Greenwich, ainsi que la lunette méridienne et le télescope zénithal utilisés par James Bradley. Il fournit à l'Académie française d'astronomie l'appareil utilisé pour la mesure d'un degré du méridien, et a construisit le planétarium le plus complet connu à cette époque, dans lequel les mouvements des corps célestes étaient démontrés avec une grande précision. Il a été réalisé sous forme de cabinet à la demande de Charles Boyle, 4e comte d'Orrery.
Graham fait la rencontre de John Harrison lorsqu'il arrive à Londres. Il devient un conseiller et un soutien de longue date des travaux de Harrison sur le chronomètre de marine. Pendant leurs premiers échanges, Graham et Harrison passent de nombreuses heures à discuter mécanismes. Graham accorde à Harrison un prêt non garanti et sans intérêt afin qu'il puisse poursuivre son travail. Graham présente ensuite Harrison au Board of Longitude, ce qui lui permet d'obtenir un financement supplémentaire de sa part.

## Échappement Graham
La première version de l'échappement à repos flottant est souvent attribuée à tort à George Graham, qui l'a introduit vers 1715 dans ses horloges à régulateur de précision,,,. En réalité, il a été inventé vers 1675 par l'astronome Richard Towneley et utilisé pour la première fois par le mentor de Graham, Thomas Tompion, dans une horloge construite pour Sir Jonas Moore et dans les deux régulateurs de précision qu'il a fabriqués pour l'Observatoire de Greenwich, mentionnés en 1676 dans une correspondance entre l'astronome royal John Flamsteed et Towneley,.

### Réalisations
Graham a largement contribué au domaine de la géophysique, et a notamment découvert la variation diurne du champ magnétique terrestre en 1722-1723. Il a également été l'un des premiers à remarquer un changement séculaire à long terme dans la direction de l'aiguille de la boussole. Les aiguilles de boussole qu'il produisait en tant que fabricant d'instruments étaient utilisées par de nombreux magnétiseurs contemporains. Vers 1730, George a prêté environ 200 £ à John Harrison afin qu'il puisse commencer à travailler sur son chronomètre marin connu plus tard sous le nom de H1. George était communément connu dans le métier sous le nom de « l'honnête George Graham ».

## Mort
George Graham meurt le 20 novembre 1751 dans sa maison de Fleet Street à Londres. Il est enterré dans la même tombe que son ami et mentor Thomas Tompion, dans l'Abbaye de Westminster.

## Postérité
L'acteur britannique Peter Vaughan interprète George Graham dans la série télévisée Longitude de 2000.